# Mr. Wrestling II
John Walker, Spitzname: Johnny (* 10. September 1934 in Charleston, South Carolina; † 10. Juni 2020) war ein US-amerikanischer Wrestler, der unter dem Namen Mr. Wrestling II kämpfte.

## Wrestlingkarriere
John Walker hatte sein Debüt 1956 auf Hawaii und arbeitete mit dem Beinamen Rubberman als Heel in den Territorien im Südosten der Vereinigten Staaten. Er hatte als Heel jedoch nur geringen Erfolg. 1971 trat er in Florida als The Grappler auf.
Anfang der 1970er gründete der ehemalige National-Wrestling-Alliance-Promoter Ray Gunkel seine eigene Promotion in Georgia und nahm einige erfolgreiche Wrestler der NWA mit sich. Um die Lücke zu schließen, wurden einige neue Wrestler eingestellt, unter anderem John Walker. Er trat unter einer Maske als Mr. Wrestling II auf und wurde als Partner des originalen Mr. Wrestling George Burrell Woodin eingeführt. Die beiden bildeten in den Territorien im Süden und Südosten gemeinsam ein Tag Team, das zu den berühmtesten der 1970er Jahre zählte. Darüber hinaus waren beide auch als Einzelwrestler aktiv.
Zwischen 1974 und 1980 hielten sie mehrere Titel im Umkreis von Georgia. Ihre Hauptkonkurrenten waren Gene und Ole Anderson, mit denen sie eine sechsjährige Fehde hatten, die bei der NWA für hohe Einnahmen sorgten. Die Tag-Team-Karriere endete jedoch zu Beginn der 1980er, als Mr. Wrestling zur WWWF wechselte. In dieser Zeit war vor allem Walker als Einzelkämpfer sehr erfolgreich und gewann den Georgia Heavyweight Titel insgesamt 10-mal. 1979 wurde er zum Heavyweight Champion der Mid-South Wrestling Association ernannt. Auch in Florida war er erfolgreich und konnte sich mehrere Titel sichern.
1983 bildete Mr. Wrestling II ein Tag Team mit Magnum T.A., der jedoch später zu Jimmy Crocketts Mid-Atlantic Championship Wrestling wechselte. Mr. Wrestling II blieb als Einzelwrestler aktiv und hatte Fehden mit Harley Race und Ric Flair. 1987 trat er für Continental Wrestling Federation an und gewann den dortigen Championtitel. Nachdem sein Konkurrent Mike Golden den Titel zwei Monate später wieder erhalten hatte, zog sich Walker aus dem Wrestlinggeschäft zurück.
Nach seinem Karriereende zog er sich ins Privatleben zurück. Gelegentlich trat er noch bei ausgewählten Shows auf. Ab 2006 arbeitete er als Trainer für Hawai'i Championship Wrestling. Bei einer Independent-Show in Charlotte erlitt er im August 2010 einen Herzinfarkt. Sein Zustand war kritisch, hat sich aber wieder gebessert.

## Bedeutung
Unter seinem Ringnamen Mr. Wrestling II war John Walker sowohl als Tag-Team- als auch als Einzelwrestler ein großer Star im Süden der Vereinigten Staaten. Seine Erfolge waren größer, als die seines Namensgebers. Ein Kampf gegen Larry Zbyszko im Jahr 1982, bei dem er seine Maske aufs Spiel setzte, war das erste Wrestling-Match in den Vereinigten Staaten, das mehr als eine Million Zuschauer vor den Fernseher brachte. Das Match hatte ein Rating von 6.8. Der ehemalige US-Präsident Jimmy Carter bezeichnete ihn in einem Interview als seinen Lieblingswrestler.

## Wrestlingtitel
- Championship Wrestling from Florida
  - NWA Florida Heavyweight Championship (2×)
  - NWA Florida Tag Team Championship (1×) – mit Boris Malenko
  - NWA Southern Heavyweight Championship (Florida version) (1×)
- Continental Championship Wrestling
  - NWA Alabama Heavyweight Championship (1×)
- Deep South Wrestling
  - DSW American Championship (1×)
- Hawai'i Championship Wrestling
  - HCW Kekaulike Heritage Tag Team Championship (1×) – mit Mr. Wrestling III
- Mid-South Sports / Georgia Championship Wrestling
  - NWA Georgia Heavyweight Championship (10×)
  - NWA Georgia Tag Team Championship] (5×) – mit Bob Orton, Jr. (1×), Mr. Wrestling (3×) und Tony Atlas (1)
  - NWA National Heavyweight Championship (1×)
  - NWA Macon Tag Team Championship (3×) – mit Mr. Wrestling (2×) und Jerry Lawler (1×)
  - NWA Southeastern Tag Team Championship (Georgia version) (1×) – mit Bill Dromo
- NWA Tri-State / Mid-South Wrestling Association
  - Mid-South Mississippi Heavyweight Championship (1×)
  - Mid-South North American Championship (1×)
  - Mid-South Tag Team Championship (2×) – mit Tiger Conway, Jr. (1×) und Magnum T.A. (1×)
  - NWA North American Heavyweight Championship (1×)
- NWA Big Time Wrestling
  - NWA Texas Tag Team Championship (1×) – mit Amazing Zuma
- NWA Mid-America
  - NWA Southern Tag Team Championship (Mid-America version) (9×) – mit Ken Lucas (2×), Bob Ramstead (1×), Sundown Kid (1×), Dennis Hall (3×), Tojo Yamamoto (1×) und Bearcat Brown (1×)
  - NWA United States Junior Heavyweight Championship (4×)
  - NWA United States Tag Team Championship (Mid-America version) (1×) – mit Oni Maiva
  - NWA World Tag Team Championship (Mid-America version) (4×) – mit Len Rossi (2×) und Bearcat Brown (2×)
- Pro Wrestling Illustrated
  - PWI Wrestler of the Year (1975)
  - PWI Most Popular Wrestler of the Year (1980)
- World Championship Wrestling
  - WCW Hall of Fame (1993)